# مانسن، آلبرتا
مانسن، آلبرتا (به انگلیسی: Munson, Alberta) یک منطقهٔ مسکونی در کانادا است که در آلبرتا واقع شده‌است. مانسن ۱۹۲ نفر جمعیت دارد و ۸۲۵ متر بالاتر از سطح دریا واقع شده‌است.